# Marathon de Boston 2010
Navigation
Édition précédente Édition suivante
Le Marathon de Boston de 2010 est la 114e édition du Marathon de Boston, disputée le 19 avril 2010 à Boston, dans le Massachusetts, aux États-Unis. Elle est remportée par le Kényan Robert Kiprono Cheruiyot chez les hommes et l'Éthiopienne Teyba Erkesso chez les femmes.

## Résultats

### Hommes
| Rang | Athlète                  | Nationalité | Temps           |
| ---- | ------------------------ | ----------- | --------------- |
|      | Robert Kiprono Cheruiyot | Kenya       | 2 h 05 min 52 s |
|      | Kebede Tekeste           | Éthiopie    | 2 h 07 min 23 s |
|      | Deriba Merga             | Éthiopie    | 2 h 08 min 39 s |
| 4    | Ryan Hall                | États-Unis  | 2 h 08 min 41 s |
| 5    | Meb Keflezighi           | États-Unis  | 2 h 09 min 26 s |
| 6    | Gashaw Asfaw             | Éthiopie    | 2 h 10 min 53 s |
| 7    | John Komen               | Kenya       | 2 h 11 min 48 s |
| 8    | Moses Kipkosgei Kigen    | Kenya       | 2 h 12 min 04 s |
| 9    | Jason Lehmkuhle          | États-Unis  | 2 h 12 min 24 s |
| 10   | Alejandro Suarez         | Mexique     | 2 h 12 min 33 s |

### Femmes
| Rang | Athlète                 | Nationalité | Temps           |
| ---- | ----------------------- | ----------- | --------------- |
|      | Teyba Erkesso           | Éthiopie    | 2 h 26 min 11 s |
|      | Tatjana Pushkareva      | Russie      | 2 h 26 min 14 s |
|      | Salina Kosgei           | Kenya       | 2 h 28 min 35 s |
| 4    | Woynishet Girma         | Éthiopie    | 2 h 28 min 36 s |
| 5    | Bruna Genovese          | Italie      | 2 h 29 min 12 s |
| 6    | Lidiya Grigoryeva       | Russie      | 2 h 30 min 31 s |
| 7    | Yurika Nakamura         | Japon       | 2 h 30 min 40 s |
| 8    | Sun Weiwei              | Chine       | 2 h 31 min 14 s |
| 9    | Nailja Joelamanova      | Russie      | 2 h 31 min 48 s |
| 10   | Albina Mayorova-Ivanova | Russie      | 2 h 31 min 55 s |